# リトルマジック (アルトロン)
『リトルマジック』は、1993年12月24日にアルトロンから発売されたスーパーファミコンのソフト。1999年11月26日にゲームボーイカラー版が発売された。
なお、ファミコンで発売された同名のゲームとはまったく異なる内容である。

## 概要
トップビューのフィールドを舞台にした『倉庫番』の系譜に属する2Dパズルゲーム。ステージクリアの条件である「魔法石を所定の場所まで押していく」ギミックを中心に、全体的に繊細な思考と操作が求められるが、テクニックを段階的に習得できる絶妙なステージ構成と、描きこまれた美しいビジュアルで、比較的ハードルの高さを感じさせないつくりになっている。特にプレイヤーキャラクターが備える二つの魔法は、本作の大きな特徴である。

## ストーリー
見習い魔法使いのメイは立派な魔法使いになることを夢見る魔法学校の生徒。そこで待ちかまえていたのは厳しい修行の日々。学校生活にはすぐ馴染んだものの、肝心の魔法となるとどうもうまくいかない。メイがまともに使える魔法といえば、小さなものを動かす簡単な「念動魔法」と、魔法の力を一定時間封じ込めて爆弾のように爆発させる「魔封球」だけ。担任のヴェスタ先生の指導のもとに、一人前の魔法使いを目指して今日もメイの修行は続く。

### 目的
試験の内容はメイを操作して魔法石を動かして台座の上に乗せる。それからメイをゴールゲートの上に移動させればステージクリア。

## キャラクター
メイ
プレイヤーの操作する見習い魔法使い。使える魔法は「念動術」と「魔封球」の2つだけ。この2つの魔法で試験を頑張る。
ヴェスタ
メイの魔法学校の先生。そそっかしいメイのことが心配で、こっそり試験場で見守ってくれている。

## 敵キャラクター
ヘビ
上下左右に動いてメイの邪魔をする。当たるとミスとなり、メイのライフが1つ減る。
タコ
魔法石を吐く息で動かす。当たるとミスだが、使い方によってはゲームを有利にできる。
モグラ
メイに向かって弾を打ってくる。弾に当たるとミスになるが、魔封球で防ぐこともできる。
ドラゴン
メイを見つけるとすいごい勢いで追いかけてくる。火を吐いて攻撃するが、魔封球で防御する。
スライム
メイと魔封球に向かってコロコロ転がってくる。魔封球を盾にして追い返すことができるが・・・。

## 登場地形
草原・床
メイが普通に歩ける部分。
水
メイは侵入できないが、魔封球や魔法石を浮かべることはできる。
溶岩
水と同じく入ることができない。またこのエリア内では、魔封球の変化が通常とは逆になる。
杭
そのままではメイも魔法石も通れないが、杭の横で魔封球を破裂させると反動で杭が引っ込み、通ることができるようになる。杭は一定時間で元に戻る。
ワープゲート
2つで一対となっていて、片方に入るともう片方から現れる。
トゲ
これに触れると、魔封球や魔法石は破裂する。メイまたは魔法石が触れるとミスになる。
炎
トゲと同じく、メイまたは魔法石がこれに触れると燃えてしまいミスになる。ただし念動術で火を消すことができ、消えている間は通過できるが、一定時間たつとまた燃え始める。
壊れる床
この床に乗る事はできるが、通り過ぎると崩れて水や溶岩に変わる（二度と通れなくなる）。
氷の床
つるつる滑る氷の床。足を踏み入れると、壁や通常の床に着くまで入ってきた方向へまっすぐ滑り続ける。滑っている間は操作不能。
荒れ地
とても歩きにくく、通過するのに通常の2倍の時間がかかる
矢印
この床へと進もうとする時、「矢印が向いている方向」からはこの床に入ることができない。他の3方向からは入ることができる。
```
 　　×　　　　　　○　　　　　　○　　　　　　○
 　　↓　　　　　　↓　　　　　　↓　　　　　　↓
○→[↑]←○　○→[→]←×　○→[↓]←○　×→[←]←○
 　　↑　　　　　　↑　　　　　　↑　　　　　　↑
 　　○　　　　　　○　　　　　　×　　　　　　○
```

魔封じの床
この床に乗っている間、念動術は使用できるが、魔封球を作ったり破裂させたりできない。他の場所から魔封じの床の上に魔封球を作ったり運んだりすることはできる。

## ゲームモード
STORY MODE
ゲームを新しく始めたいときに選ぶ。このモードでは3つに分かれたコースのどれかを選んでプレイする。
コースは「見習い(初級/20ステージ)」「修行(中級/30ステージ)」「最終試験(上級/50ステージ)」の3種類。
LOAD GAME
ストーリーモードのセーブデータを続きからプレイすることができる。セーブデータは3つまで。
FREE GAME
ストーリーモードでクリアしたステージを自由に選んでプレイできる。
「STORY MODE」の全てのステージをクリアすると「マスター(上級/21ステージ)」が追加される。

## 操作方法
- 十字キー：メイの移動
- Aボタン：魔封球を出す
- Bボタン：念動術を使う
- SERLECTボタン：1回ミスとしてメイのライフが1つ減り、そのステージの初期状態に戻る
- START：ゲームスタート及びPAUSE中に画面のスクロールが可能になる。

Aボタンを押すと、キャラクターの向いている方向に魔封球を作り出す。通常の床面の他、水面や溶岩等の侵入不可地形にも生成可能。ただし壁や魔法石、敵キャラクター等がいない空間で、自分が魔封じの床に乗っていないことが条件。Aボタンを押すたびに小→中→大と変化して行き、大の魔封球に対してAボタンを入力すると魔封球が破裂する。
魔封球は、時間が経つと大→中→小と徐々に小さくなっていき。小状態からさらに時間が経つと破裂する。ただし溶岩の上にある魔封球はこの現象が逆になる。すなわち時間の経過に伴って小→中→大と変化し、大状態から一定時間で破裂する。
魔封球は魔法石などのオブジェクトと同様、キャラクターの操作で押して移動させることができる。魔封球を押していくことで一部の敵キャラクターの行動をさえぎったり、飛び道具を防ぐ盾として使うこともできる。
魔封球の最も重要な特徴は、破裂した時にその衝撃で隣接したオブジェクトを移動させることである。また杭の隣（突起がある方向）で破裂させると、一定時間杭が地面に沈み侵入可能地形になる。時間経過の破裂だけでなく、大状態＋Aボタンの直接破裂でもこの効果は現れる。破裂の衝撃を完全に把握することで、一見不可能なコースでも正解の手順を見つけ出すことができるようになり、これが本作の醍醐味でもある。
魔法石もしくは魔封球の方を向いて隣接しBボタンを押すと、キャラクターの向いている方向へそのオブジェクトを1マス押し出す念動術を使う。移動先に壁や敵キャラクターがいないことが条件。キャラクターの位置は変わらない。また、炎地形の方を向いて念動術を使うと、一定時間炎が消え侵入可能地形になる。
魔封球に比べて地味な印象だが、この技の真価は魔封球と組み合わせて使用する時に発揮される。念動術と魔法球の時間差破裂、さらに大＋Aボタンの直接破裂を駆使する事で、その場を一歩も動くことなく、遥か離れた場所へ魔法石を送り込むことさえ可能である。